# Anathema
Anathema fue una banda de rock fundada en Liverpool en 1990 activa hasta el 22 de septiembre del 2020, junto con Paradise Lost y My Dying Bride, colaboró con el desarrollo del Death/Doom. A partir de su tercer álbum, Eternity, Anathema se ha ido alejando paulatinamente de la escena doom e incluso del metal. Esto se confirmó en su cuarto disco Alternative 4, abandonando casi por completo aquellos sonidos, donde se nota un fuerte cambio hacia el rock progresivo y el rock alternativo con influencias de un rock progresivo atmosférico.

## Historia

### Los comienzos: 1990-1992
Formada en el verano de 1990 en Liverpool (Reino unido) por Daniel Cavanagh, la banda comenzó con el nombre de Pagan Angel, con Darren White (voces), Daniel Cavanagh (guitarra), Vincent Cavanagh (guitarra), Duncan Patterson (bajo) y John Douglas (batería). En el noviembre de 1990 lanzaron su primer demo An Illiad Of Woes grabado en MA Studios que cultivó un estilo muy ligado al doom metal con voces muy guturales y guitarras muy distorsionadas. Posteriormente el nombre de la banda cambió al de Anathema, y comenzaron a ganar mayor aceptación y publicidad en parte gracias a las apariciones junto a bandas como Bolt Thrower y Paradise Lost.

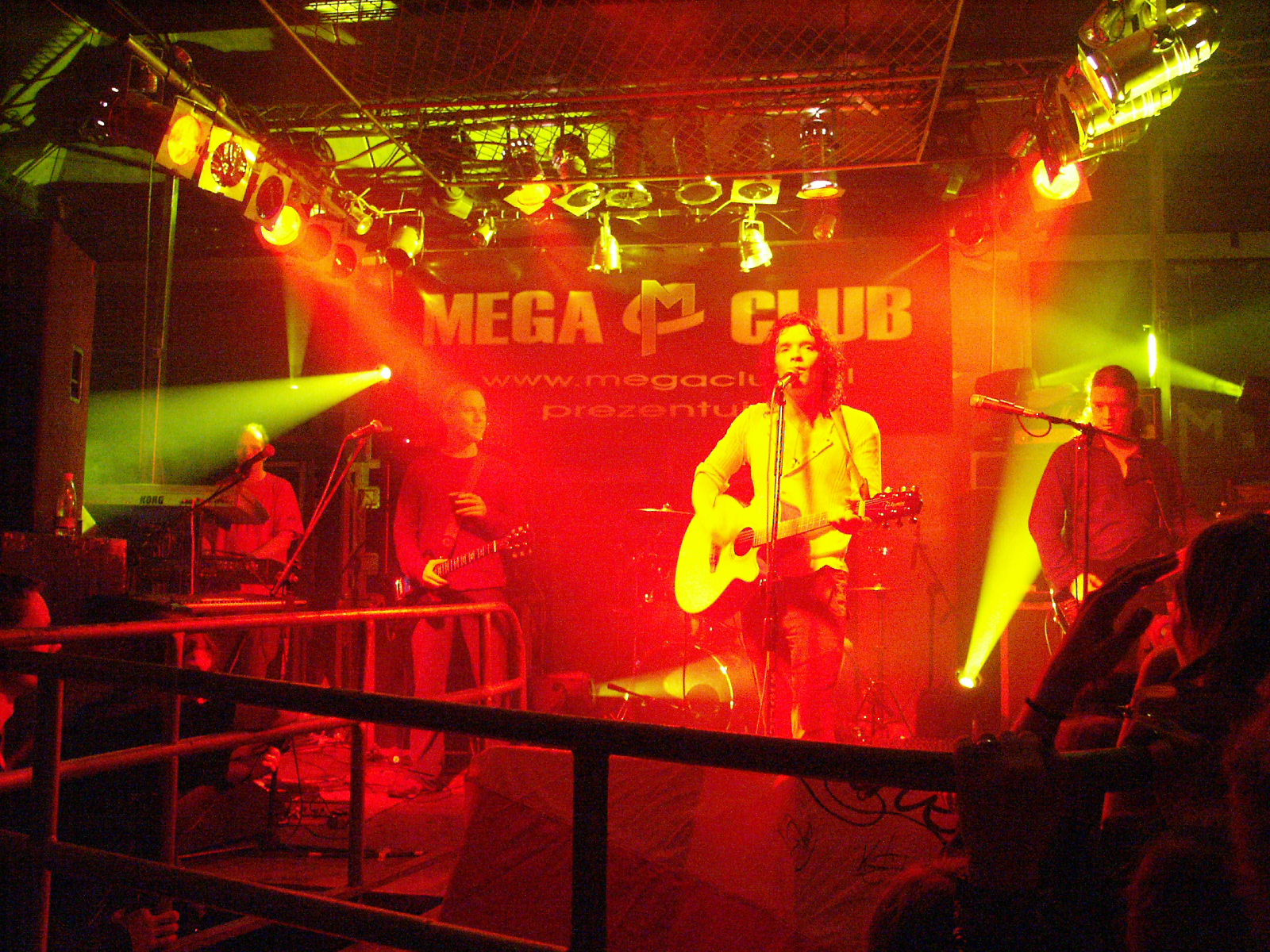
Polonia 2004.

Paralelamente a la atención que estaban recibiendo, comenzó el proceso creativo para su segundo demo All Faith Is Lost que fue grabado en julio de 1991 también en MA Studios. Este demo constaba de cuatro temas, que eran mucho más lentos que las canciones su primera demo, tomando elementos del entonces popular doom metal, pero utilizándolos en una faceta mucho más introspectiva y nostálgica. Una vez lanzada la demo, ésta recibió críticas muy positivas por parte del medio, e incluso atrajo la atención del sello suizo Witch Hunt Records que lanzó el sencillo They Die que consistía en dos canciones ya conocidas, Crestfallen y They Die. Las sólo 1000 copias producidas fueron vendidas rápidamente. Antes del lanzamiento de este demo, Jamie dejó la banda decidido a dedicarse a sus estudios. Para suplir el hueco dejado por Jamie, Daniel le ofreció el puesto a Duncan Patterson, quien después de un ensayo de prueba fue aceptado oficialmente.
La creciente popularidad atrajo también la atención de Peaceville Records, quienes ofrecieron a la banda participar en un futuro disco compilatorio que iba a lanzar el sello. La canción incluida en el disco fue Lovelorn Rhapsody, grabada en los Academy Studios. El disco compilatorio se llamó Peaceville's Compilation "Volume 4" y fue lanzada en octubre de 1992. El compilatorio tuvo buena aceptación así como la canción de Anathema, lo que resultó en un contrato con Peaceville Records para cuatro discos más.

### Primeros discos: 1992-1995
En el verano de 1992 la banda entró a los Academy Studios decididos a grabar su primer disco. Sin embargo, parte del material grabado en éstas sesiones fueron parte de su primer lanzamiento, el EP titulado The Crestfallen lanzado en noviembre de 1992. El resto del material se convirtió en su álbum debut Serenades lanzado en febrero de 1993, cuyo estilo difería bastante de sus primeros demos al introducir ritmos mucho más lentos y guitarras más limpias en su distorsión que aportaban un ambiente mucho más negativo, depresivo, e incluso poético. El haber incluido voces femeninas también aportó una cierta belleza melódica en la tristeza oscura que rodeaba el disco. Serenades fue recibido con grandes elogios, siendo declarado "Disco del Mes" por la revista Metal Hammer, e incluso por MTV, en gran parte gracias al vídeo promocional de Sweet Tears.

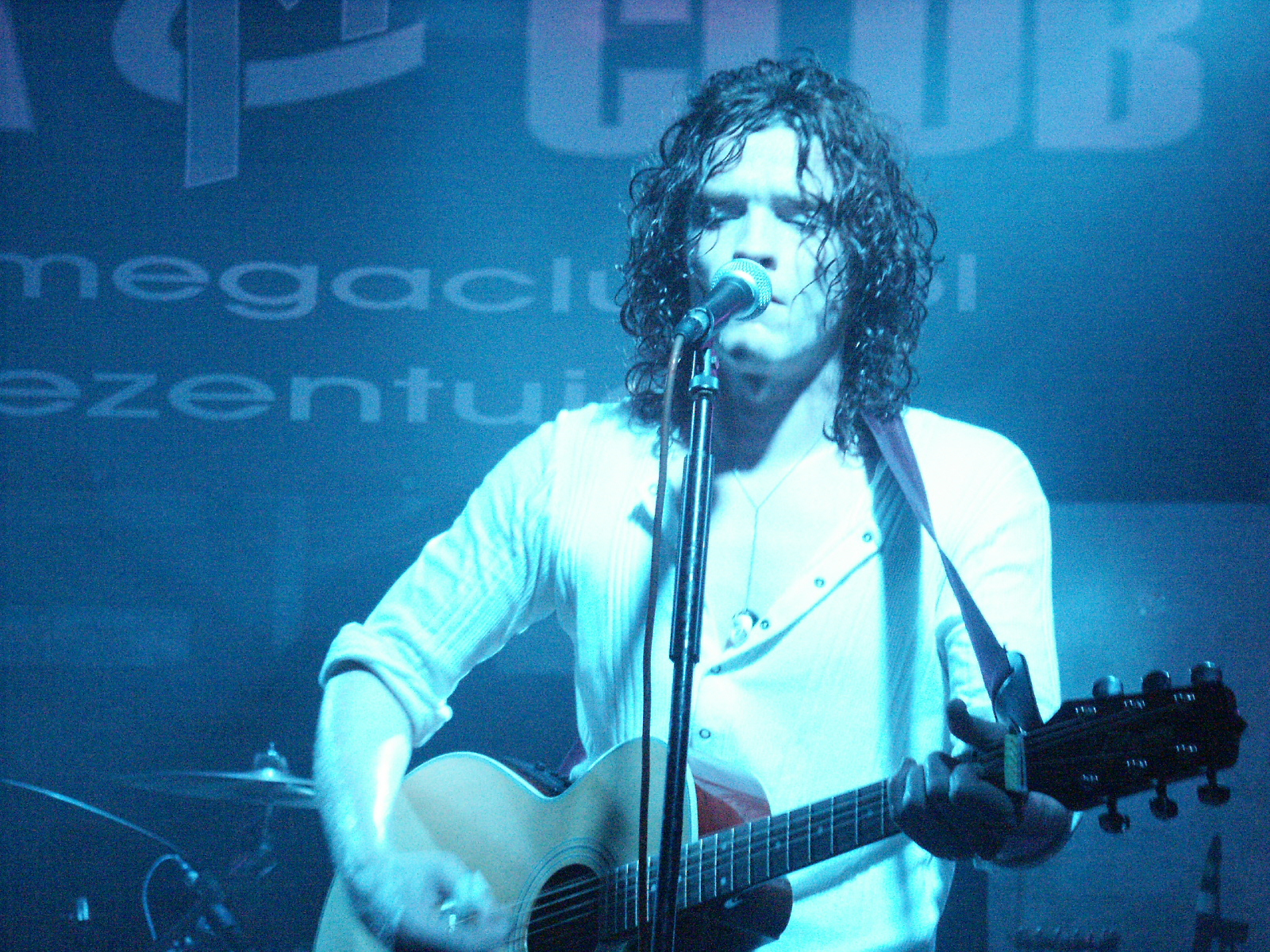
Vincent Cavanagh.

Después del lanzamiento de Serenades, Anathema pasó un buen tiempo dando conciertos: primero en Inglaterra, y luego por primera vez en el extranjero en países como Países Bajos, Bélgica, Irlanda, Alemania (junto a Cradle of Filth y At The Gates), Austria, Suiza, Rumanía, y Brasil.
En mayo de 1994, se grabó el EP Pentecost III en los Academy Studios. Desafortunadamente problemas con el sello (que en ese momento había sido apropiada por Music For Nations) resultaron en una demora del lanzamiento del demo que vio por fin la luz en mayo de 1995. Justo antes de lanzar Pentecost III, el vocalista Darren White dejó la banda debido a diferencias creativas, pues la banda pensaba que la voz de Darren no encajaría en el nuevo estilo que la banda estaba cultivando. Darren primero fundó su propia banda, The Blood Divine, y luego su banda actual Serotonal. Ante este nuevo escenario, la banda decidió que el guitarrista Vincent Cavanagh debería asumir las voces. Esta nueva formación debutaría en un tour por el Reino Unido acompañando a Cathedral.

### Evolución musical: 1995-actualidad
Un año después la banda lanza The Silent Enigma, un disco que representa un momento crucial en su carrera. El álbum incorpora cambios en el estilo vocal e introduce diversos elementos del ambiente gótico. Muchos fanes del estilo original de la banda consideran este álbum como el comienzo de la caída de Anathema, mientras muchos otros consideran que la mejor época de la banda comienza con este disco.
En 1996 es el lanzamiento de Eternity, el cual incluye un sonido más atmosférico y continúa la transición a las voces limpias, que se consolidarán posteriormente en Judgement.
El segundo miembro en retirarse de la banda sería el baterista John Douglas (por sus problemas con las drogas y la consiguiente rehabilitación) en el verano de 1997, quien sería remplazado por el exbaterista de Solstice - Shaun Taylor-Steels - quien después participaría en My Dying Bride.

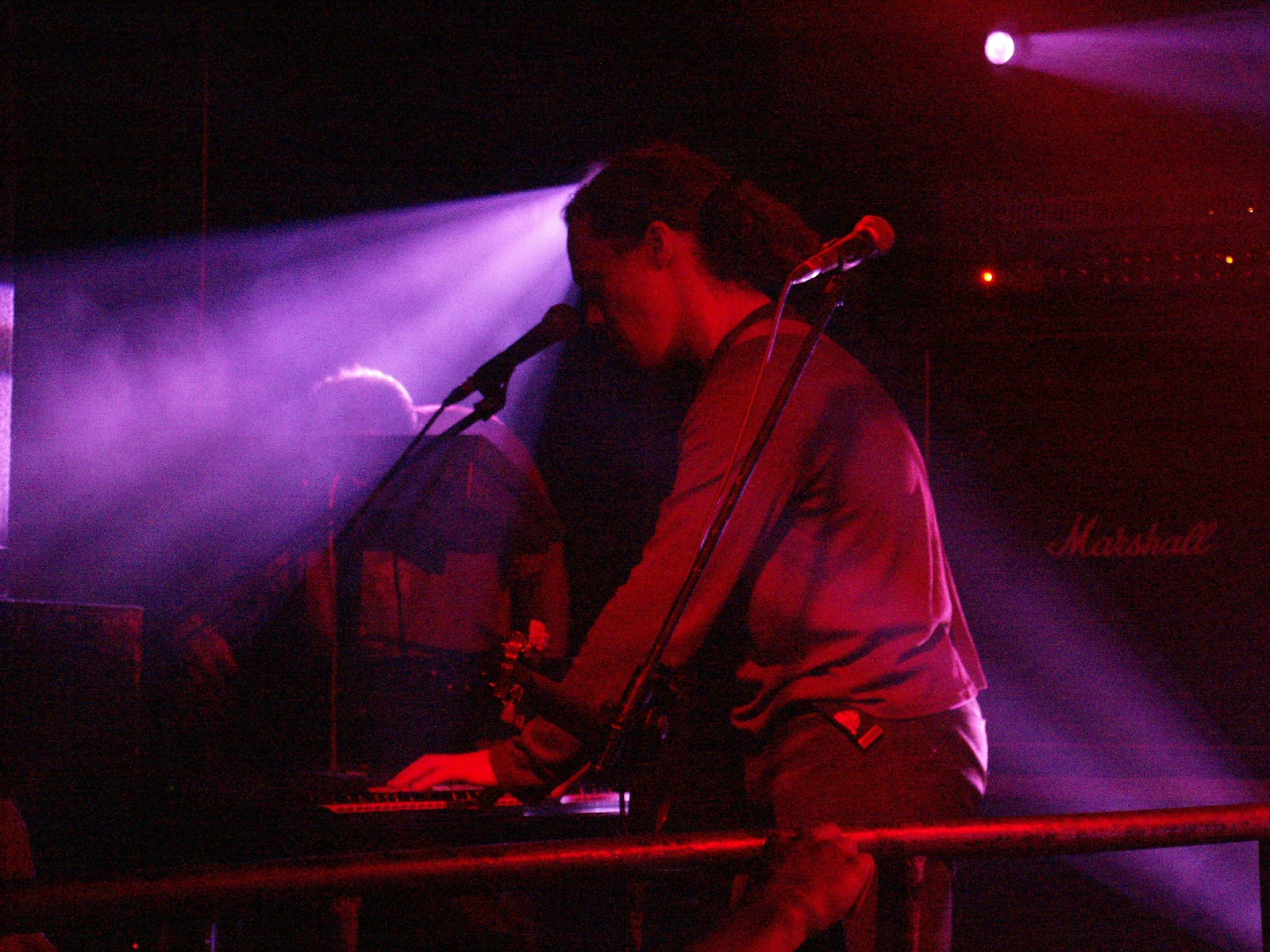
Daniel Cavanagh.

El álbum Alternative 4, lanzado en 1998, marca el ingreso de lleno del grupo en el sonido del rock progresivo y el rock alternativo, influenciados principalmente por el gran desarrollo de este género en Inglaterra; paradójicamente, esto ocurrió a fines de los años 90, cuando el auge del aquel género comenzaba a declinar. Durante este tiempo, la banda experimentó muchos cambios en su formación. El bajista Duncan Patterson fue reemplazado por Dave Pybus de Dreambreed debido a diferencias musicales. Martin Powell (quien estuvo a cargo de los teclados y de violín en My Dying Bride un tiempo antes) también ingresó a la banda. Finalmente, John Douglas asume el rol de baterista por segunda vez.
En junio de 1999, el álbum Judgement fue lanzado. Este álbum marca la completa retirada de Anathema de la escena del doom metal, poniendo énfasis en temas lentos y experimentales. Este nuevo sonido ha sido comparado con bandas como Pink Floyd y Jeff Buckley.
Durante el mismo año, Martin Powell cambió de posiciones con el teclista de Cradle of Filth Les Smith, quien pasó a ser miembro integral de Anathema.
Un tiempo antes del lanzamiento de A Fine Day to Exit, Dave Pybus anunció su partida de la banda y posteriormente ingresa a Cradle of Filth, siendo reemplazado temporalmente por George Roberts, y posteriormente por Jamie Cavanagh.
En marzo del 2002, Daniel Cavanagh anuncia su salida de Anathema, uniéndose a la banda de Duncan Patterson, Antimatter. Sin embargo, se reintegró a Anathema durante el 2003 para el lanzamiento de A Natural Disaster. Desde entonces, el sonido de Anathema ha adquirido características más atmosféricas y progresivas, como se mostró en temas del último álbum como Flying y Violence.
Debido al cierre de la discográfica Music for Nations luego de su compra por Sony BMG, Anathema pierde su sello discográfico. Durante su búsqueda de una nueva casa discográfica, la banda lanza tres nuevos temas por Internet: Everything, A Simple Mistake y Angels walk among us, los cuales pueden descargarse haciendo una donación voluntaria. A pesar de la ausencia de un sello que los apoye, la banda realizó su primera gira latinoamericana durante el 2006, que volvería a repetirse durante el año 2009, además de múltiples presentaciones en diversos países europeos.
El 25 de febrero del 2008 se produce el lanzamiento de Hindsight, un disco semi acústico con canciones clásicas regrabadas y un tema nuevo: "Unchained (Tales of the Unexpected)". Durante el mismo periodo, la banda recibe el apoyo técnico de Steven Wilson para la edición de su siguiente álbum de estudio, firmando posteriormente con el sello de rock progresivo Kscope, el cual es el responsable de su publicación. Finalmente, el 31 de mayo de 2010, es lanzado We're Here Because We're Here.
El 6 de julio del 2011, Anathema anunció en su página oficial su álbum de reinterpretaciones titulado Falling Deeper, el cual fue publicado el 5 de septiembre de ese año. Este álbum, sigue la misma fórmula de Hindsight, pues varias de las primeras canciones de la banda, en su era dentro del doom metal, fueron regrabadas en versiones orquestales. Luego del lanzamiento del álbum recopilatorio, Les Smith anuncia su salida de la banda por diferencias creativas.
El 16 de abril del 2012, luego de varios meses en períodos de grabación, Anathema finalmente hizo público Weather Systems.
En 2014, concretamente el 4 de junio lanzan su duodécimo álbum de estudio titulado Distant Satellites. 
El 9 de junio de 2017 lanzan su último álbum a la fecha titulado The Optimist bajo el sello Kscope.

## Miembros
| - Vincent Cavanagh – Guitarra rítmica y acústica (1990–presente), voz (1990, 1995–presente), teclados, programación (2011-presente), guitarra líder (2002–2003), coros (1990–1995, 2003–presente), bajo (2018-presente) - Daniel Cavanagh – guitarra líder (1990–2002, 2003–presente), teclados, piano (1995-2002, 2003-presente), coros y voz (2003–presente), Bajo (2018-presente) - John Douglas – Batería, percusión (1990–1997, 1998–presente), teclados (2011-presente) - Lee Douglas – voz y coros (2010–presente; invitada: 1999-2003) - Daniel Cardoso – Teclados, Batería (2012–presente; miembro de apoyo: 2011–2012), bajo (2018-presente) | - Martin Powell – teclados, violín (1998–2000) - George Roberts – bajo (2001) | - Jamie Cavanagh – bajo (1990–1991, 2001–2018) - Darren White – voz (1990–1995, invitado: 2015), coros (invitado: 2015) - Duncan Patterson – bajo, Teclados (1991–1998) - Shaun Steels – batería (1997–1998) - Dave Pybus – bajo (1998–2001) - Les Smith – Teclados (2000–2011; invitado: 1996) |

## Discografía

### Álbumes
- Serenades - 1993
- The Silent Enigma - 1995
- Eternity - 1996
- Alternative 4 - 1998
- Judgement - 1999
- A Fine Day to Exit - 2001
- A Natural Disaster - 2003
- Hindsight - 2008
- We're Here Because We're Here - 2010
- Falling Deeper - 2011
- Weather Systems - 2012
- Distant Satellites - 2014
- The Optimist - 2017

### EP,SinglesyDemos
- An Iliad Of Woes 1990 (Demo)
- All Faith Is Lost 1991 (Demo)
- Crestfallen 1992 (Ep)
- They Die 1992 (Sencillo)
- We Are The Bible 1994 (Sencillo)
- Pentecost III 1995 (Ep)
- Alternative Future 1998 (Sencillo)
- Deep 1999 (Sencillo)
- Make It Right 1999 (Sencillo)
- Pressure 2001 (Sencillo)

### VHS/DVD
- A Vision of A Dying Embrace - 1997 (VHS) & 2002 (DVD)
- Were you there? - 2004 (DVD)
- A moment in time - 2006 (DVD)
- Universal - 2013 (DVD)
- A Sort of Homecoming - 2015 (DVD)

### Otros
- Resonance - 2001 (Recopilación)
- Resonance 2 - 2002 (Recopilación)
- Everything - 2006 (Canción oficial 2006, lanzada en su sitio web de forma gratuita para fanes)
- A Simple Mistake - 2006 (Canción oficial 2006, lanzada en su sitio web de forma gratuita para fanes)
- Angels walk among us - 2007 (Canción oficial 2007, lanzada en su sitio web de forma gratuita para fanes)